# 板橋区立志村第一中学校
板橋区立志村第一中学校（いたばしくりつしむらだいいちちゅうがっこう）は、東京都板橋区にある中学校である。通称、「志一」「志村一中」「志一中」。

「淑徳小学校」から「十文字中学校」

## 概要
- 2005年度、2006年度の2年間、板橋区研究奨励校として「学校評価システムと信頼される学校づくり」について研究を進め、その成果を2007年2月10日に発表した。
- 2007年度の生徒数は576名。学級数は1年5クラス、2年5クラス、3年5クラス、計15クラス。板橋区が2003年度より学校選択制を導入した結果、減少傾向にあった生徒数は増加に転じた。2005年度は入学希望者数が受入可能数を超えたため、抽選によって入学者を決定した。
- 2007年で創立60周年を迎え、12月22日に記念式典を行った。
- 近年の校舎老朽化に伴い、2008年4月から、大規模改修・改築を行っていた。2009年10月に新校舎が落成した。
- 2008年度、2009年度の運動会は、上記の理由で、校庭が使えないため、付近の陸上競技場で行った。
- 2022年度は全学年6クラス、各学年220人程度

## 沿革
- 1947年5月1日 板橋区立志村第一小学校を仮校舎として開校式を挙行
- 2005年8月25日 女子バレーボール全国大会（3位）
- 2010年3月25日 学校改築・改修完成
- 2013年2月7日 東京都学校歯科保健優良校 受賞
- 2014年2月27日 東京都学校歯科保健優良校 受賞
- 2015年1月31日 板橋区青少年表彰受賞
- 詳しい沿革はこちら

## 教育目標
- 心豊かで、誠実な人
- 自ら学び続ける人
- ねばり強く、たくましい人

## 目指す生徒像
- 人の喜びを自分の喜びとし、人の悲しみを自分の悲しみとすることのできる生徒
- 生きることを深く愛し、理想をもち、自らを高めようとする志をもつ生徒
- 美しい日本の感性・情操や地域・学校の文化・伝統を大切にし継承できる生徒
- 深く考え、自分を表現することができ、多様な文化や言語の国際社会で世界の人々と共に生きることのできる生徒

## テスト
- 中間考査は年1回、2日間で行う。試験科目は、国語、社会、数学、理科、英語である。
- 期末考査は年3回、いずれも3日間で行う。試験科目は全て（9教科）である。

このほか休み明けテストがGWや夏休み、冬休み明けに行われることがある。5教科で各20～50点満点程度。

## 年間行事
- 4月 始業式、入学式、生徒会入会式、部活動説明会、身体計測、新一年生仮入部
- 5月 開校記念日(5/1)、離任式、前期生徒総会、セーフティ教室、修学旅行（３年）
- 6月 運動会、総体開会式、プール開き、学校公開、道徳授業地区公開講座、1学期期末考査
- 7月 三者面談、水泳教室
- 8月 広島、長崎平和の旅（希望者）
- 9月 総体開会式、プール納め、2学期中間考査、
- 10月 生徒会役員選挙、学校公開、修学旅行（3年）、学校説明会、小中連携研修、後期生徒総会
- 11月 領域別診断テスト（3年）、三者面談（3年）、職場体験（2年）、2学期期末考査、地域清掃
- 12月 三者面談
- 1月 職場訪問（1年）、スキー教室（2年）
- 2月 オーケストラ鑑賞教室（2年）、新入生説明会、学年末考査
- 3月 合唱コンクール、球技大会、卒業式、保護者会（1・2年）

## 生徒会活動
- 生徒会本部は会長1名、副会長2名、役員4名、計7名で構成されている。
- 委員会は　学年別学級委員会、生活委員会、体育委員会、保健委員会、美化委員会、放送委員会で各クラス男女各１名。

## 部活動

### 運動部
- 野球
- バスケットボール
- 剣道
- 陸上
- バレーボール（女子）
- バレーボール（男子）
- ソフトテニス

### 文化部
- カルチャー（かるたor書道）
- 吹奏楽
- パソコン
- 美術
- 茶道
- 英語
- 科学
- 生活研究

### 過去の部活動
- 運動部：マラソン、空手、競争、ダンス、バドミントン（女子）、サッカーなど
- 文化部：演劇、将棋、JRC、新聞研究、クッキング、マンガ研究（美術に合併）など

## アクセス
- 都営三田線 本蓮沼駅より徒歩8分
- 東武東上線 ときわ台駅より徒歩15分

## 著名な出身者
- 江守徹（俳優・タレント・ナレーター・劇作家・演出家・翻訳家）
- 三原順子（政治家・女優・歌手・経営者・レーシングドライバー）
- 橘右門（寄席文字書家）
- 荒木夕貴（バレーボール選手）
- 喜矢武豊（ミュージシャン・俳優）